# Ami Sourei
Ami Sourei (en japonés: 壮麗亜美, Sohrei Ami) (Prefectura de Fukushima, 20 de marzo de 1997) es una luchadora profesional japonesa que compite con la promoción World Wonder Ring Stardom.

## Carrera profesional

### Circuito independiente (2020–presente)
Sourei es conocida por su trabajo en la escena independiente japonesa. Participó en la edición de 2021 de la división Young Block Oh! Oh! del torneo Catch the Wave de Pro Wrestling, donde terminó en el segundo lugar del Bloque A con una puntuación total de empate de puntos con la ganadora Tomoka Inaba y también contra Momo Kohgo y Shizuku Tsukata. Una vez compitió en Ice Ribbon en New Ice Ribbon #1152 In 176BOX el 17 de octubre de 2021, donde formó equipo con Akane Fujita en un esfuerzo perdedor contra Thekla y Misa Matsui. En la tercera noche del show Keep Burning de Sendai Girls' Pro Wrestling el 21 de octubre de 2021, Sourei formó equipo con Ayame Sasamura en un esfuerzo perdedor contra el Team 200kg (Chihiro Hashimoto y Yuu).

### Actwres girl'Z (2020–2021)
Sourei hizo su debut en la lucha libre profesional el 14 de agosto de 2020, donde cayó ante Noki-A en el AWG Act In Korakuen Hall, un evento promovido por Actwres girl'Z.

### World Wonder Ring Stardom (2022–presente)
Miyagi debutó en el World Wonder Ring Stardom en la primera noche del Stardom World Climax 2022 del 26 de marzo, donde fue anunciada como el primer miembro del recién creado stable God's Eye de Syuri. Luchó su primer combate en la promoción el 3 de abril de 2022, donde cayó ante Syuri en las primeras rondas del Torneo Cenicienta 2022. En el Stardom Golden Week Fight Tour, el 5 de mayo de 2022, Sourei se unió a sus compañeras Syuri, Konami y Mirai para derrotar a Giulia, Himeka Arita, Natsupoi y Mai Sakurai de Donna Del Mondo en un combate por equipos de eliminación de ocho mujeres.
En el Stardom New Blood 2, el 13 de mayo de 2022, se unió a Mirai para derrotar a Waka Tsukiyama y Momoka Hanazono. En Stardom Flashing Champions, el 28 de mayo de 2022, formó equipo con Rina y Hina en un esfuerzo perdedor contra Stars (Saya Iida y Momo Kohgo) y Lady C. En el Stardom Fight in the Top, del 26 de junio de 2022, Sourei formó equipo con Syuri y Mirai y desafió sin éxito a las titulares Saki Kashima, Momo Watanabe y Starlight Kid de Oedo Tai y a Giulia, Maika y Mai Sakurai de Donna Del Mondo por el Campeonato Artist of Stardom. Sourei se clasificó para el torneo Stardom 5 Star Grand Prix 2022 al ganar una liga de bloques clasificatoria en la que consiguió un total de ocho puntos al enfrentarse a Miyu Amasaki, Momo Kohgo, Rina y Waka Tsukiyama.